# Звъничево
Звъничево е село в Южна България. То се намира в община Пазарджик, област Пазарджик.

## География
Селото се намира в Пазарджишкото поле, на 6 км западно от град Пазарджик, и на 1,5 км южно от река Марица. Надморската височина на селото е 215 метра.
През Звъничево минават пътищата: София—Пловдив—Истанбул, както и пътя за Велинград. Звъничево има и своя жп спирка. По време на владичеството през Звъничево е минавал босненският път за Пазарджик, а в древно време вероятно наблизо е минавал зимният клон на Траянов път, който идвайки откъм север, е пресичал река Марица. Най-близките села до Звъничево са Мокрище, Ковачево и Братаница.

## История
В североизточната част на землището на Звъничево, на 2 км от селото се намират три тракийски могили. Те образуват една могилна група. При тях се изравят големи делви и други старинни предмети (антики). До тях е и триграничната могила между землищата на Пазарджик, Мокрище и Звъничево. Без съмнение на това място се е намирало тракийско селище. Карамантепе е най-голямата тракийска могила в Пазарджишко. Западно от могилите река Марица в своя бряг рови стари гробища. Не е известно, обаче дали през средните векове на мястото е имало българско селище. През 1939 година в селото се основава Лозаро-винарско акционерно дружество „Балкан“. В селото се учредява Трудово кооперативно земеделско стопанство (ТКЗС) през 1945 година. Стопанството е отдел към при Кредитна кооперация (КК) „Съединение“. Две години по-късно стопаството се отделя и се имеенова ТКЗС „Йордан Тонов“. Братаница и Ляхово и образуват Обединено ТКЗС със седалище – с. Звъничево. През 1959 г. към трите села се присъединява и ТКЗС – с. Паталеница и приема името „Лазар Боснев“. Седалището на Обединеното ТКЗС се премества в с. Паталеница.....

### Име
Селото е с турско име – Чангърлий, първоначално Чагърганлъ, по всичко изглежда че датира от турско време. Знае се от списъка на едрите овцевъди през 1576 година, че то вече съществува и имало едри овцевъди – турци.

## Население
През 1576 г. в турското село Чангърлий има и българско население. Постепенно българското население изчезва, без да се знаят причините за това. Към средата на XIX в., населението на Чангърлий се състояло само от 35 турски къщи с около 120 жители мъжко население с една джамия и 30 цигански къщи с около 100 жители мъжко население. Циганите били само земеделци. Общо населението на селото се състояло от около 400 турци и цигани. В турско време, без да може да се определи точно кога, в Чангърлий се създават три чифлика. Най-големият, намиращ се в средата на селото, принадлежал на Хаджи Ибрямоглу от Пазарджик. Той имал чифлик и в Синитово. Къщата му в чифлика в Чангърлий била висока четири етажа. Другият чифлик се намирал в западната част на селото и принадлежал на гръка Кривошията. Третият чифлик се намирал в южната част на селото, до железопътната линия и принадлежал на двама братя арнаути – Шабан и Юсейн. Това са последните владетели на чифлиците. Третият чифлик преди Освободителната война постепенно западнал и бил унищожен. Първият, на Хаджи Ибрямоглу бил изгорен на третия ден от идването на русите. А този на Кривошията преди Освобождението бил купен от Н. Христович от Пазарджик, бил поправен от него и не пострадал по време на Освободителната война. Той бил унищожен постепенно след Освобождението. Чифлишките стопанства били обработвани от циганите. През 1864 г. в Чангърлий идват 30 черкезки семейства. По-късно, по време на Освободителната война циганите избягват в селата Ковачево, Семчиново, Синитево и др., а черкезите забягват завинаги. Турците също избягват в началото, но след това се връщат и постепенно се изселват до 1900 г. На мястото на изселилите се черкези, турци и цигани идва българско население – бежанци от Източна Тракия – от Узункьопрю, Чорленско и др., след това идват преселници от селата в Средногорската преходна зона: Карабонар, Ветрен, Славовица и др.
Родова анкета е установила първите преселници от Източна Тракия след Освободителната война:
от Чорленско – Тонови, Господинови, Яновци, Караджови, Павлови, Паскалеви и Кирови; от Узункьопрю – Маслеви, Торшанови, Гьошеви и Костадинови; от село Чопкьой, Узункюприйско – Стоянови, Райкови и Грудеви; от село Зърнево – Вангелови. Всички тези семейства са образували горната (северната) махала на Звъничево, която се нарича още Маджирска махала.
Преселници от Средногорската преходна зона до Балканската война, 1912 г. са Ковачевци, чиито дядо е дошъл от Ихтиман в турско време като ратай в чифлиците, но през Освободителната война избягал в съседното село Ковачево, откъдето са получили и името си; от село Карабонар – Улеви, Биджови, Кафеджийски, Козареви, Къневи и Фърцови; от Ветрен – Сестримски, Лютакови, Сиракови, Банкини, Трошанови, Милошеви, Джокови, Балабанови, Видюви, Чавдарови и Божурини; от Бошуля – Говедарови и Стаматови; от Виноградец – Добрилови; от Славовица – Попови, Стамболийски, Чулеови, Зонгови, Кузманови, Врескови, Палавееви, Арнаутски, Туджурови и Соларови; от Пещера – Динчови и Насови; от Мокрище – Дамянови, Сърбианеца и Ваклин-Димитрови; от Вакарел – Велкови; от село Дивля, Радомирско – Саве Войнов; от Македония – Милчо-Костови и Арнаутина; от Варвара – Лазарови и Мавродиеви; от Горно Вършило – Дупчанови и Петър-Церовците; от Лесичево – Никола-Йовчеви; от Семчиново – Кузеви. Всички те образуват долната махала (южната), наричана още Карабунарската махала.
След 1913 г. преселниците са: от село Чопкьой – Туджарови, Бойчинови и Георгиеви; от Ени Чифлик – Илия-Георгиеви; от Ветрен – Торбанови, Фасулкови и Балабанови; от Величково – Маневи; от Паталеница – Божилови; от Пазарджик – Денкини; от село Карлуково – Тачови; от село Гърмен – Янкови.
По-късно има преселници от Славовица, Горно Вършило, Ляхово, Ветрен, Септември и Братаница. Изселени са в Пазарджик около 10 къщи – главно интелигенцията.
Статистическите преброявания на населението на Звъничево от Освобождението насам дават следните резултати:
- 1884 г. – 359 жители, от които 121 са българи, 234 турци и само 4 души цигани;
- 1892 г. – 745 жители, от които 632 българи, 112 турци и 1 грък;
- 1900 г. – 538 жители, от които 366 българи, 39 турци, 94 цигани и 39 цинцари;
- 1910 г. – 538 жители, от които 512 българи и 26 куцовласи;
- 1926 г. – 1045 жители;
- 1934 г. – 1154 жители;
- 1946 г. – 1479 жители;
- 1956 г. – 1666 жители;
- 1965 г. – 2167 жители – около 480 къщи.

От 1910 г. населението на Звъничево си остава почти чисто българско. Ясно е, че през периода 1946 – 1965 г. селото продължава да увеличава населението си, защото притокът на преселници не спира.
През периода 1990 – 1997 г. раждаемостта в Звъничево е както следва:
- 1990 г. са родени 23 деца;
- 1991 г. – 23 деца;
- 1992 г. – 22 деца;
- 1993 г. – 16 деца;
- 1994 г. – 23 деца;
- 1995 г. – 9 деца;
- 1996 г. – 14 деца;
- 1997 г. – 13 деца.

## Религии
- Преобладаващото население на село Звъничево са православни християни.
- Църква „Свети Димитър“

## Обществени институции
Село Звъничево разполага със следните обществени институции:
- Кметство
- Читалище „Звезда“
- Училище „Васил Левски“
- Църква „Св. Димитър“
- Здравна служба
- Детска градина „Щастливо детство“

## Културни и природни забележителности
Една от културните институции в село Звъничево е читалище „Звезда“. То е основано през 1927 г. В читалището има няколко самодейни състава, а именно: Женска фолклорна група с ръководител Силвия Ненкова; състав за народни танци „Етно денс“ с ръководител Александър Иванов.

## Спорт
- ФК Тракия – участник в „Б“ ОФГ Пазарджик – южна подгрупа

## Редовни събития
- Традиционният събор – провежда се на 26 октомври-Димитровден.

## Други
- Фейсбук страница